# Les Imaginées

Les Imaginées sont un groupe de six pièces de musique de chambre pour diverses formations de Georges Auric, composées de 1965 à 1973 et achevées en 1975.

## Contexte et création
À l'origine, Les Imaginées sont un groupe de cinq pièces de musique de chambre qui associent tour à tout la flûte, le violoncelle, la clarinette et l'alto au piano puis l'ensemble des instruments. Cette structure est modifiée en cours d'écriture pour donner la version que l'on connaît en 1975. Dans la version définitive de la quatrième, l'alto est remplacée par la voix, traitée de manière instrumentale, et dans la cinquième, le piano joue seul, tandis que la sixième et dernière pièce adjoint le quintette à cordes (deux violons, alto, violoncelle et contrebasse). Le titre, au participe passé, évoque, selon Alain Poirier, autant la phase de composition que l'attitude de l'auditeur.
Les Imaginées peuvent être jouées de façon indépendantes les unes des autres, et les dédicaces des œuvres vont aux créateurs autant qu'à des hommages musicaux. Elles présentent une proximité stylistiques avec Doubles Jeux, pour deux piano, qui ont été composés entre les troisième et quatrième Imaginées. Chacune des Imaginées reposent sur une alternance de tempos contrastant avec un accompagnement pianistique qui pourrait tout aussi bien être indépendant. Chacune des pièces témoigne d'une grande concision d'écriture, qui convient à l'esthétique presque pointilliste de la dernière manière du compositeur.
Ce titre, le compositeur l'avait choisi pour la marge qu'il laissait à l'imagination de l'auditeur. En 1973, Auric indique que 

« […] ces Imaginées ne devrait être, pour l'auditeur, qu'une invitation à la rêverie, l'auteur en ayant auparavant sévèrement contrôlé le mécanisme secret. »

— Georges Auric.

## Structure
Le cycle se compose de six pièces, durant chacune de trois à dix minutes :
- Imaginée I, pour flûte et piano (« Largo », « Vivo » et « Allegro moderato »), dédié à son épouse Nora (septembre 1968),
- Imaginée II, pour violoncelle et piano, « pour Mstislav Rostropovitch » (1969),
- Imaginée III, pour clarinette et piano, « à la mémoire d'Alban Berg » (15 avril 1971),
- Imaginée IV, pour voix et piano (créé par Colette Herzog)[4]
- Imaginée V, pour piano, « à Henri Dutilleux » (2 novembre 1974)
- Imaginée VI, pour l'ensemble des instruments avec quintette à cordes (1975).

## Analyse
L'écriture instrumentale en est très traditionnelle, au regard de la production contemporaine de l'époque (les Sequenze de Luciano Berio datent de la même période), et Georges Auric présente principalement un traitement mélodique, des lignes très larges et qui favorisent les passages en mode récitatif, notamment dans les deuxième et troisième pièces. La voix, sans texte et uniquement en vocalises, s'inclut alors naturellement dans l'ensemble pensé par le compositeur. Elle joue cependant un autre rôle dans la sixième pièce, conclusive de la série, qui joue alors plus le rôle de soliste lors de ses interventions tandis que le reste des instruments est traité à la manière d'un petit orchestre.
En 1977, Antoine Goléa résume les options esthétiques et le contexte ainsi :

« Ces œuvres instrumentales sont extrêmement importantes, car elle constituent la réponse, par-delà plus de trente ans, d'un musicien authentique à ses détracteurs. Elles sont, d'autre part, une subtile synthèse entre la pensée d'un musicien de la génération ayant accédé au travail créateur entre 1920 et 1930 et celle des jeunes chercheurs d'après 1945, dont certains, les plus sérieux, continuent à chercher, vingt ans après la première montée de Boulez. On pourrait presque dire : ce sont des « sonates » — en pensant à celle de 1930 — à la façon webernienne, avec tout ce que cela comporte de solidité d'écriture et de richesse d'imagination. »

— Antoine Goléa, La musique….
Plus spécifiquement pour le V, Guy Sacre décrit la dernière pièce pour piano du compositeur :

« Sans se renier, mais en s'adaptant à des techniques nouvelles, son art essaie de survivre au milieu de la « modernité ». Avec son écriture pointilliste et discontinue, ce staccato rageur et percussif, ces bonds d'une région à l'autre du clavier, ces trilles nerveux, et même en comptant quelques mesures plus lyriques, la Cinquième Imaginées est-elle autre chose, après tout, qu'un dernier reflet du gavroche des années vingt, dans un miroir déformant ? »

— Guy Sacre, La musique de piano.

## Édition
La partition est publiée par Salabert.

## Discographie
- Imaginées (Intégrale) – Michel Debost, flûte ; Frédéric Lodéon, violoncelle ; Claude Desurmont, clarinette ; Michèle Command, soprano ; Jean-Philippe Collard, piano et le Quatuor Parrenin (mars 1978, EMI/Warner/Erato) (BNF 46534652), (OCLC 1098237123)
- Imaginées I Pour flûte et piano – Loïc Poulain, flûte ; Daria Hovara, piano (1990, Adda) (OCLC 716388813) — avec d'autres pièces du Groupe des six.
- Imaginées I Pour flûte et piano ; II Pour violoncelle et piano ; III Pour clarinette en si bémol et piano ; V Pour piano (2000, Arion ARN68652) (OCLC 1136154224) — avec Poulenc, Durey, Milhaud, Honegger et Tailleferre.
- Imaginées II Pour violoncelle et piano – Duo Fischer : Norman Fischer, violoncelle ; Jeanne Kierman Fischer, piano (1988, Northeastern Records NR 238) (OCLC 1183480039) — avec Debussy, Nadia Boulanger, Ravel, Messiaen et Poulenc.
- Imaginées I Pour flûte et piano – Emily Beynon, flûte ; Andrew West, piano (avril 2000, Hyperion CDA 67204/CDH 55386) (OCLC 872316248) — dans L’Album des Six, intégrale de l'œuvre pour flûte des musiciens du Groupe des six.

## Vidéo
- Imaginées IV – Ève Brenner, soprano ; Christian Ivaldi, piano (1978, TF1/INA) (BNF 38489041) dans l'épisode de « Connaissance de la musique » : Georges Auric, la musique de notre temps (54 min) réalisation, Maurice Blettery.